# Paolo Cavallina
Paolo Cavallina (* 31. Januar 1916 in Florenz; † 10. Februar 1986 in Sanremo) war ein italienischer Journalist, Schriftsteller und Filmregisseur.

## Leben
Noch als Student nahm Cavallina 1935 an den Littoriali in der Sektion „Kunst, Film und Erzählung“ teil. Später arbeitete er als Journalist für Gazzetta del Popolo und schlug dann eine erfolgreiche Karriere als Präsentator und Kommentator beim Fernsehen ein. Für die Kinoleinwand nahm er 1970 eine Rolle als Darsteller in Damiano Damianis Der Clan, der seine Feinde lebendig einmauert an und drehte im selben Jahr in Ko-Regie den Dokumentarfilm Germania 7 donne a testa. Es folgten weitere Dokumentationen.
Seine erste Veröffentlichung hatte Cavallina 1943 mit dem Erzählband Estate al mare; kurzzeitig hatte er in den 1970er Jahren auch eine politische Karriere verfolgt.

## Filmografie
- 1971: Der Clan, der seine Feinde lebendig einmauert (Confesione di un commissario di polizia al procuratore della repubblica) (Darsteller)
- 1970: Germania 7 donne a testa (Dokumentarfilm, Co-Regie)